# 와타나베 게이지
와타나베 게이지(일본어: 渡邊 圭二, 1985년 1월 28일 ~ )는 일본의 전 축구 선수이다.

## 구단 경력
과거 나고야 그램퍼스, 일본 축구 전문학교, 제프 유나이티드 지바에서 활동하였다.